# 異臂花鮨
異臂花鮨，又名許氏菱牙鮨、花鱸、紅魚，為輻鰭魚綱鱸形目鱸亞目鮨科的其中一個種。

## 分布
本魚分布在太平洋區，包括日本南部、台灣、夏威夷群島、澳洲、智利等海域。

## 深度
水深70至200公尺。

## 特徵
本魚吻短而略鈍圓，尾鰭略凹入，各鰭均無特別延長之鰭條，胸鰭長於頭長。下鰓蓋骨及間鰓蓋骨平滑。體被細小櫛鱗；側線鱗孔數57至61枚。背鰭硬棘5枚，軟條19至21枚，臀鰭硬棘3枚，軟條7至9枚，腹鰭腹位。雄魚體黃色，由吻端越過眼窩有二黃色條紋，鰓蓋上有二黃色斜條紋。雌魚紅色，體側沿著背鰭基底有3至4個不規則的褐色斑點。體長可達40公分。

## 生態
主要棲息魚潮水暢通的暗礁附近，以底棲動物、大型浮游動物或者是小魚為食物。

## 經濟利用
食用魚，但味道不太好，可製成魚鬆。